# Gokusen (serie televisiva)
Gokusen (ごくせん?) è un dorama giapponese tratto dall'omonimo manga. È composto da tre stagioni più uno special del 2005, e vede la partecipazione di popolari idol e cantanti J-pop come Kazuya Kamenashi, Jin Akanishi e Teppei Koike. Tutta la serie segue la scia di Great Teacher Onizuka, da cui trae spunto ed ispirazione.

## Trama
È passato un anno e mezzo da quando è stata chiusa la scuola Hirokin, luogo che fa da protagonista alle avventure narrate nella 1ª stagione: Kumiko, l'insegnante eroina di tutta la vicenda si riduce a far da baby sitter e maestra ai bambini dell'asilo. Ma, per una fortuita coincidenza ottiene una cattedra al prestigioso liceo Kurugan.
Si trova a dover insegnare alla classe più disastrata e senza speranza, ovvero la 3°D: attraverso il suo esempio e metodo d'istruzione decisamente fuori dagli schemi cercherà di coinvolgere gli studenti fino ad allora del tutto disinteressati e per nulla motivati. Nessuno ha fiducia in loro, nelle loro capacità e possibilità, tutti li trattano come futuri rifiuti della società; tutti, tranne Kumiko (soprannominata Yankumi).
La nuova sensei dovrà poi cercar di tenere nascosta la sua vera identità e provenienza familiare, appartiene difatti ad un clan della yakuza e se questo si venisse a sapere in giro dovrebbe rinunciare al suo compito educativo: s'intrometterà con forza travolgente in molti dei problemi anche personali e sentimentali dei "suoi ragazzi", aiutando a risolverli con la buona educazione o, se ciò non risulta essere possibile, anche in modo decisamente più brusco, con le maniere forti.
In tutti i casi in cui si troverà coinvolta, dimostrerà sempre il suo amore e passione per la professione d'insegnante: i guai in cui si vengono a trovar coinvolti questi adolescenti sono vari e diversificati tra loro; ma l'intuito, il coraggio e la forza d'animo per affrontarli e superarli, in Kumiko son sempre gli stessi.

### Special
Il film special intitolato Sayonara 3-nen D-gumi (Goodbye 3rd year Class D in inglese), è un sequel della prima stagione ed un prequel rispetto alla seconda.

## Temi ricorrenti
Yankumi, ad ogni inizio stagione fa un lungo discorso riassuntivo sulla sua carriera d'insegnante molto, molto particolare e sui generis: il discorso con cui comincia la 3ª stagione si svolge di fronte ad una classe di studenti stranieri nel mezzo della campagna giapponese. Anche qui, come a principio della 2ª stagione, si licenzia prontamente per andare ad insegnare agli studenti difficili d'un particolare liceo esclusivamente maschile.
Yankumi passa dalla sua identità "perbene" di insegnante a quella più "oscura" di membro d'un clan Yakuza, sciogliendosi i capelli e togliendosi gli occhiali che porta: questo prima d'ogni combattimento contro qualche banda di malintenzionati che ha aggredito o minacciato i suoi ragazzi.

## Cast
I membri della famiglia Oedo rimangono gli stessin tutte e tre le stagioni del dorama.
- Yukie Nakama (仲間 由紀恵) è Kumiko Yamaguchi (Yankumi/Ojou) (insegnante di matematica)
- Ken Utsui è Ryuichiro Kuroda (nonno di Kumiko, appartenente alla 3ª generazione dei boss della Yakuza)
- Kenji Anan è Hiro Wakamatsu
- Ken Kaneko è Tetsu Asakura
- Shinji Uchiyama (内山 信二) è Minoru Tatsukawa
- Hiroshi Ryogoku (両國 宏) è Makoto Sugawara

### Prima stagione
- Yukie Nakama - Kumiko Yankumi Yamaguchi
- Ken Utsui - nonno di Kumiko
- Kenji Anan - Hiro/Kouzou Wakamatsu
- Ken Kaneko - Tetsu
- Shinji Uchiyama - Minoru
- Hiroshi Ryogoku - Makoto
- Katsuhisa Namase - Goro
- Waki Tomohiro - Kumai
- Misaki Itō - Shizuka Fujiyama (insegnante di inglese)
- Yuko Nakazawa - Kikuno Kawashima (infermiera della scuola)
- Nabe Osami - Osamu Ando (insegnante di educazione civica)
- Masahiro Kohmoto come Kouhei Iwamoto (insegnante di educazione fisica)
- Ichirou Ookuma (大隈 いちろう) come Hajime Oyama (insegnante di scienze)
- Ryōsei Tayama come Gonzou Shirakawa (Preside)
- Satoru Saito come Kanji Washio (Insegnante lingua giapponese)
- Ikki Sawamura come Tomoya Shinohara (ufficiale di polizia)
- Tadashi Sakata (坂 田 聡) come Yutaka Kashiwagi (ufficiale di polizia)

#### Classe 3D
- Jun Matsumoto (松本润) come Shin Sawada
- Shun Oguri (小栗旬) come "Uchi" / Haruhiko Uchiyama
- Hiroki Narimiya come Takeshi Noda
- Yūma Ishigaki come Youichi Minami
- Jun Kawai (河 合 润) come giugno Kechi
- Kouhei Kou (港 耕 平) come Kouhei Imagawa
- Hiroshi Okabe (冈 部 树 纮) come Hiroshi Uesugi
- Yusuke Kamiji (上 地 雄 辅) come Yuusuke Ooishi
- Izumi Masayuki (泉 政 行) come Masayuki Oouchi
- Kouji Kanazawa (金 沢 浩 司) come Kouji Oda
- Ren Matsuzawa (松 沢 莲) come Ren Gamou
- Eiki Kitamura (北村栄基) come Eiki Shimazu
- Ryuji Sainei (载宁龙二) come Ryuuji Senzoku
- Sho Tomita (冨 田 翔) Sho Takeda
- Shigeo Tomita (富田 树 央) come Shigeo Chikamatsu
- Hitoshi Sasaki (佐 々 木 仁) come Hitoshi Hazama
- Masafumi Hatakenaka (畠 中 正文) come Masafumi Hattori
- Katsutaka Furuhata (古 畑 胜 隆) come Katsutaka Fujiwara
- Yuuya Nishikawa (西川佑 也) come Yuuya Houjou
- Hiromi Nagayama (长 山 浩 巳) come Hiromi Hosokawa
- Ryoji Morimoto (森本亮治) come Ryouji Horibe
- Shingo Yashiro (八 代 真 吾) come Shingo Maeda
- Makoto Onodera (小 野寺 尊 允) come Makoto Matsudaira
- Ken'ichi Matsuyama (松山研一) come Kenichi Mouri
- Mitsuru Nishitani (西 谷 有 统) come Mitsuru Yagyu
- Waki Tomohiro come Kumai Teruo

#### Star ospiti
- Kōtarō Tanaka - Watanabe (studente della "Ara High School", ep2)
- Yoshiko Inoue - vittima del ladro (ep3)
- Mayumi Asaka - Uchiyama Sayuri (madre di Uchi, epi3 e 7)
- Sora Toma (藤間宇宙) - Teradomari Yuichi (Class 3A, epi3)
- Yoko Oshima - madre di Teradomari (ep3)
- Riko Kurita - Morisaki Ami (ragazza della Momo High, epi5)
- Kento Handa - studente della "Jinguji High School" (epi5)
- Eiji Wentz - Yuki Masato (27º studente della classe 3D, epi6)
- Yoshie Otsuka - madre di Yuki Masato (epi6)
- Suzuka Ohgo - Kumiko da bambina (epi6)
- Tatsuya Isaka - studente della classe 3C (epi6)
- Chie Sunaga - Kumai Masako, madre di Kuma, ep7 e 11)
- Tokuma Nishioka - Sawada Shotaro (padre di Shin, epi7)
- Yui Ichikawa - Sawada Natsumi (sorellina di Shin, epi7)
- Naomi Oki - Sawada Kyoko (madre di Shin, ep7)
- Tota Tawaragi - padre di Noda Takeshi (epi7)
- Shifumi Yamaguchi - madre di Mori Kenichi (ep7)
- Haruki Kobori - Kawashima Yuta (figliastro di Kawashima Kikuno, epi8)
- Masaaki Maeda - padre di Kawashima Kikuno (ep8)
- Ichiko Kishiba - madre di Kawashima Kikuno (ep8)
- Takashi Tsukamoto - Kurosaki Yuji (Ex-studente dello "Shirokin", epi9)
- Natsuko Akiyama - Sawatari Sachiko (moglie di Sawatari-kyoto, epi10)
- Koji Higuchi - Ijuin Toshihiko (sensei all' "Ei Sho Gakuen", epi10)
- Kei Tanaka - Ono (studente all' "Ei Sho Gakuen", epi10)
- Naomasa Musaka - Kumai Kazuo (padre di Kuma, epi11)
- Saki Yoshihara - sorellina di Kuma (ep11)
- Shinichi Fukumoto - Tachibana (giornalista del "Shukan Wednesday", ep11-12)
- Yasushi Kimura - Ito (fotografo del "Shukan Wednesday, ep11-12)
- Sei Hiraizumi - Sawatari Kentaro (direttore dello "Shirokin" e padre di Sawatari-kyoto, ep12)
- Yuki Inomata
- Rio Matsumoto - Wakaba (assistente all'"Hot Spring's", SP)
- Akio Kaneda - futuro capo di Uchi (SP)
- Isao Nonaka - proprietario di negozio (SP)
- Yūta Hiraoka (SP)

### Seconda stagione

#### Kurogin High School
- Otoha è Hitomi Shiratori (insegnante d'inglese)
- Toshiya Sakai è Taichi Inazuka (insegnante di lingua giapponese)
- Moto Fuyuki è Takashi Kameyama (insegnante di filosofia)
- Magii è Inomata Shinji (insegnante di chimica)
- Yukiko Ikeda è Sayuri Wanibuchi (insegnante di musica)
- Jun Inoue è Ginji Kurokawa (preside della scuola)
- Shōsuke Tanihara è Takuma Kujo (insegnante all'istituto femminile Momo High School)
- Katsuhisa Namase è Goro Sawatari (il vicepreside di tutte le scuole superiori in cui Kumiko si ritrova a lavorare)
- Mikihisa Azuma è Masayoshi Baba (insegnante di educazione fisica che tenta maldestramente di far la corte a Kumiko)

#### Classe 3D
- Kazuya Kamenashi è Ryu Odagiri
- Jin Akanishi è Hayato Yabuki
- Teppei Koike è Keita Takeda
- Mokomichi Hayami è "Tsucchi"/Hikaru Tsuchiya
- Keisuke Koide è Kosuke Hyuga
- Yosuke Kawamura è Yosuke Akiyama
- Momosuke Mizutani è Momosuke Oomori
- Yuki Sato è Yuuki Kojima
- Yusuke Sato è Yusuke Sakaguchi
- Takeshi Sato (佐藤 タケシ) è Takeshi Sasaki
- Suzunosuke Tanaka (田中 鈴之助) è Rinnosuke Takayama
- Hiroyuki Nakauchi (中内 啓行) è Hiroyuki Nagata
- Ryuhei Watanabe è Ryuhei Hashimoto
- Toshio Takahashi (高橋 疾士) è Toshio Fujinami
- Shinnosuke Ishizaka (石坂 慎之介) è Shinnosuke Hoshino
- Hiro Mizushima è Hiro Misawa
- Masashi Shibata è Masashi Ookuma
- Yuichi Nakamura (attore) è Yuuichi Kawada
- Naoya Ojima è Naoya Kohashi
- Kazuhito Tomikawa è Kazuto Sakuraba
- Gensui Okubayashi (奥林 源水) è Akita Takeda (源水)
- Masahiro Kuranuki è Masahiro Tamura
- Masaru Okamoto (岡本 勝) è Masaru Nakamura
- Takumi Sugiura (杉浦 匠) è Takumi Hamaguchi
- Kengo Kōra è Kengo Funaki
- Kei è Yoshiaki Maeda
- Ryōsuke Miura è Ryosuke Muto

#### Ospiti
- Yuki Imai è Daisuke (ep1)
- Tomohiro Waki (脇 知弘) è Teruo "Kuma" Kumai (studente di Kumiko durante la 1ª stagione, proprietario di un ristorante di ramen.
- Katsuya Kobayashi è Kudo (ex allievo di Kumiko al liceo Kurogin, ep3&10)
- Kou Takasugi è Onijima (ufficiale di polizia, ep3&10)
- Hajime Yamazaki è Ishikawa (ex insegnante di Tsuchiya, ep4)
- Miri Akimoto è Nao Miyazaki (studentessa della Junior high, ep4)
- Chinatsu Wakatsuki è Maki Mizushima (studentessa della Momo High School, ep5)
- Mizuho Takasugi è Okudera (Sokei University, ep5)
- Satomi Tezuka è Haruyo Hyuga (madre di Kosuke, ep6)
- Shigemitsu Ogi è Tatsumi (proprietario del locale notturno, ep6)
- Kazuki Namioka è Tanabe (ep7)
- Naoya Ogawa (小川 直也) è Tanabe (Tadoroki High School, ep7)
- Takashi Naitou è Hirofumi Yabuki (padre di Hayato, ep8)
- Hideo Ishiguro è Taku Yabuki (fratello di Hayato, ep8)
- Chie Sunaga (須永 千重) è Masako Kumai (madre di Kuma, ep8)
- Miki Uemura (植村 美紀) è Aya Kumai (sorella minore di Kuma, ep8)
- Tomonaga Ogawa (小川 智永) è Haruo Kumai (fratello minore di Kuma, ep8)
- Shin Takuma è Shinya Odagiri (padre di Ryu, ep9)
- Satomi Nagano (長野 里美) è Yuriko Odagiri (madre di Ryu, ep9)
- Tadashi Sakata è Yutaka Kashiwagi (ufficiale di polizia della 1ª stagione, presente solo in fotografia, ep9)

### Terza stagione

#### Akadō High School
- Kyoko Enami è Ryoko Akagi (Board Chairman)
- Kotaro Koizumi è Seichi Natsume (School Doctor)
- Aya Hirayama è Aoi Takano (English Teacher)
- Aki Hoshino è Sakura Ayukawa (School Nurse)
- Jirō Satō è Hosaku Yajima (Japanese Classics Teacher)
- Santaro Sakigake (魁 三太郎) è Yasuhiko Hatoyama (World History Teacher)
- Kota Ishii è Keisuke Tsuruoka (Physics Teacher)
- Katsuhisa Namase come Goro Sawatari: il vice preside di tutte le scuole superiori in cui Yankumi lavorato nelle tre stagioni del dorama)
- Waki Tomohiro (胁 知 弘) come Teruo "Kuma", detto Kumai: il proprietario del ristorante ramen denominato "Kumai Ramen" (Stagione 2-3))
- Mikihisa Azuma come Masayoshi Baba: un insegnante di educazione fisica che apparve per la prima volta durante la 2ª Stagione 2 che ritorna nella 3°; ha preso una cotta per Kumiko.

#### Classe 3D
- Yūya Takaki è Yamato Ogata: Il capoclasse, con una forte personalità, difende senza timore i compagni che han bisogno d'aiuto e non perde mai la fiducia in se stesso e negli altri. Pur accettando la rigida educazione familiare che gli è stata imposta, disprezza un po' altezzosamente gli altri fratelli, che considera inferiori a sé.
- Haruma Miura è Ren Kazama: allegro e sorridente con tutti gli amici in apparenza, in realtà nasconde dentro sé una precoce cupezza. I suoi genitori sono morti quando lui era ancora piccolo, l'unico familiare rimastogli al mondo è dunque la sorella, la quale si pone davanti a lui in modo sempre molto premuroso.
- Hideo Ishiguro è Kengo Honjo: Un carattere non molto malleabile, una personalità impaziente e controversa, sa mettersi contro gli altri e combattere fino all'ultimo; cosa difatti di cui va fiero e si vanta. In realtà, dietro l'apparenza brusca si commuove facilmente fino alle lacrime, diventando allora un piccolo dolce bambinone.
- Akito Kiriyama (桐山照史) è Satoru Kuraki: Capace d'animare in qualunque momento l'atmosfera con la sua grinta e spirito d'iniziativa, fa parte dei "matti" della classe. Trasferitosi col padre da Osaka, amico del cuore di Rikiya, con si muove sempre assieme.
- Junta Nakama (中間淳太) è Rikiya Ichimura: Molto sensibile alle opinioni altrui, è un tipo alla moda sempre molto aggiornato. Costretto a trasferirsi spesso per motivi di lavoro familiari, è stato sballottato di qua e di là fin dalla più tenera età.
- Shōhei Miura è Shunsuke Kamiya: A prima vista sembra un frivolo e vanitoso giovane con amicizie pericolose, non ha la fidanzata in quanto preferisce la sua banda ai sentimenti personali.
- Yuya Kido
- Akihiro Mayama
- Ryuya Wakaba
- Tomoya Warabino
- Atsumi Kanno
- Kosuke Kujirai è Kosuke Oohira
- Ryotaro Shimizu
- Kimito Totani
- Masei Nakayama
- Kyōsuke Hamao è Kyousuke Terauchi
- Gōki Maeda è Yamaguchi
- Maruo (まるお)
- Hiroshi Yazaki
- Jutta Yuki
- Yuji

#### Star ospiti
- Riko Kurita (栗田 梨子) è Ami Kumai, la moglie di Kuma, già apparsa durante la prima stagione come ragazza di cui s'era preso una cotta.
- Taro Omiya (ep1, 4, 11)
- Gakudai Yamazaki (山崎画大) (ep1, 4, 11)
- Ryuto Yamaguchi (山口龍人) (ep1)
- Yoshiko Inoue (ep1)
- Takahiro Hojo (ep3)
- Kazuma Yamane (ep4)
- Yū Yamada (ep4, 11)
- Akio Kaneda (ep5)
- Gaku Shindo (ep5)
- Kaoru Kusumi (楠見薫) (ep5)
- Keiko Hirayama (平山慶子) (ep5)
- Yuki Mashita (真下有紀) (ep5)
- Haruna Kojima (ep6)
- Takeshi Masu (ep6)
- Hiromi Suzuki (鈴木ひろみ) (ep6)
- Satoshi Matsuda (ep7,11)
- Moe Fukuda (福田萌) (ep7)
- Aya Kudo (工藤亜耶) (ep7)
- Yoshiko Miyazaki (ep8)
- Yukihiro Takiguchi (ep8)
- Momoko Shibuya (ep8)
- Ren Yagami (ep9)
- Kensuke Owada (ep9)
- Tatsuo Nadaka (ep10)
- Yoshiko Tokoshima (ep10)
- Tomohisa Yuge (ep10)
- Yutaka Take (武豊) (ep11)
- Aoki Sayaka (ep11)
- Tōru Nakane (ep11)
- Naoko Miya (ep11)

## Episodi

### Prima stagione
| Nº       | Titolo internazionale Giapponese 「Kanji」 - Rōmaji                                                                                               | In onda        | In onda |
| Nº       | Titolo internazionale Giapponese 「Kanji」 - Rōmaji                                                                                               | Giapponese     |         |
| 1        | A zealous teacher goes on a rampage! 「熱血先生大暴れ!!」 - Nekketsu sensei ooabare!!                                                             | 17 aprile 2002 |         |
| 2        | Don't abandon your friend! 「友達見捨てんなよ!!」 - Tomodachi misute nnayo!!                                                                      | 24 aprile 2002 |         |
| 3        | Don't judge only by appearance! 「見た目で決めんな!!」 - Mitame de kime nna!!                                                                     | 1º maggio 2002 |         |
| 4        | If you fail, start over 「失敗したらやり直せ」 - Shippai shitarayari naose                                                                        | 8 maggio 2002  |         |
| 5        | To fight is different from violence 「ケンカと暴力は違う」 - Kenka to bōryoku ha chigau                                                           | 15 maggio 2002 |         |
| 6        | Don't let bullying get to you! 「イジメに負けんな!!」 - Ijime ni make nna!!                                                                       | 22 maggio 2002 |         |
| 7        | Believe in your own child! 「自分の子を信じろ!!」 - Jibun no ko wo shinji ro!!                                                                    | 29 maggio 2002 |         |
| 8        | Aren't you his mother! 「あんたは母親だろ!!」 - Antaha hahaoya daro!!                                                                             | 5 giugno 2002  |         |
| 9        | Don't blame others for your own mistakes! 「人のせいにすんな!!」 - Nin noseinisunna!!                                                             | 12 giugno 2002 |         |
| 10       | I'll believe my own students! 「私は生徒を信じる!!」 - Watashi ha seito wo shinji ru!!                                                            | 19 giugno 2002 |         |
| 11       | No one is alone 「お前は一人じゃない」 - O mae ha hitori janai                                                                                    | 26 giugno 2002 |         |
| 12       | Goodbye, Yankumi 「さよならヤンクミ」 - Sayonara yankumi                                                                                          | 3 luglio 2002  |         |
| Speciale | Goodbye Class 3D ~ Yankumi's Tearful Graduation 「さよなら3年D組… ヤンクミ涙の卒業式」 - Sayonara 3 nen D kumi... yankumi namida no sotsugyōshiki | 26 marzo 2003  |         |

### Seconda stagione
| Nº | Giapponese 「Kanji」 - Rōmaji | In onda          | In onda |
| Nº | Giapponese 「Kanji」 - Rōmaji | Giapponese       |         |
| 1  | 「たった一度の高校生活、無駄にするな! …あの熱血教師が帰ってきた!!」 - Tatta ichido no kōkōseikatsu, muda nisuruna!... ano nekketsu kyōshi ga kaette kita!! | 15 gennaio 2005  |         |
| 2  | 「人の強さは力じゃ決まらない、人にはもっと大切なものがある。」 - Nin no tsuyosa ha chikara ja kima ranai, nin nihamotto taisetsu namonogaaru.              | 22 gennaio 2005  |         |
| 3  | 「お前らは私の大事な生徒だ!! 見捨てるもんか」 - O mae raha watashi no daiji na seito da!! misute rumonka                                                   | 29 gennaio 2005  |         |
| 4  | 「自分の人生、人と比べんな!」 - Jibun no jinsei, nin to kurabe nna!                                                                                        | 5 febbraio 2005  |         |
| 5  | 「大事なのは、心の強さだ!!」 - Daiji nanoha, kokoro no tsuyosa da!!                                                                                        | 12 febbraio 2005 |         |
| 6  | 「親の気持ちをもっと考えろ!!」 - Oya no kimochi womotto kangae ro!!                                                                                        | 19 febbraio 2005 |         |
| 7  | 「自分の人生と真剣に向き合え」 - Jibun no jinsei to shinken ni muki ae                                                                                     | 26 febbraio 2005 |         |
| 8  | 「私はずっとお前たちのセンコーだ」 - Watashi hazuttoo mae tachino senkō da                                                                                 | 5 marzo 2005     |         |
| 9  | 「父と息子涙の絆…」 - Chichi to musuko namida no kizuna...                                                                                                 | 12 marzo 2005    |         |
| 10 | 「胸張って卒業しろ!! ヤンクミと3年D組、涙の別れ」 - Mune hatte sotsugyō shiro!! yankumi to 3 nen D kumi, namida no wakare                                  | 19 marzo 2005    |         |

### Terza stagione
| Nº | Titolo italiano (Traduzione letterale) Giapponese 「Kanji」 - Rōmaji | In onda        | In onda |
| Nº | Titolo italiano (Traduzione letterale) Giapponese 「Kanji」 - Rōmaji | Giapponese     |         |
| 1  | Yankumi è tornato, il leggendario dorama sulla scuola è finalmente rinato! 「あのヤンクミが帰ってきた 伝説の学園ドラマついに復活!!」 - Ano yankumi ga kaette kita densetsu no gakuen dorama tsuini fukkatsu!! | 19 aprile 2008 |         |
| 2  | D'ora in poi, voi ragazzi sareta miei amici! 「お前らは今日から仲間だ!!」 - O mae raha kyō kara nakama da!!                                                                                                   | 26 aprile 2008 |         |
| 3  | Ricominciamo in qualsiasi momento! 「いつだってやり直せる!!」 - Itsudatteyari naose ru!! | 3 maggio 2008  |         |
| 4  | Uno struggente legame tra fratello e sorella! 「姉と弟涙の絆!!」 - Ane to otōto namida no kizuna!! | 10 maggio 2008 |         |
| 5  | Non credo che si possa farlo nella la vita se sei solo 「一人で生きてきたと思うな」 - Hitori de iki tekitato omō na                                                                                           | 17 maggio 2008 |         |
| 6  | Il primo amore... Proteggete chi vi è più caro 「初恋…大切な人を守りぬけ」 - Hatsukoi... taisetsu na nin wo mamori nuke                                                                                       | 24 maggio 2008 |         |
| 7  | Non cercate scuse! 「自分に言いわけすんな!!」 - Jibun ni ii wakesunna!! | 31 maggio 2008 |         |
| 8  | Diventa più forte! La nascita di una nuova vita 「強くなれ!!新しい命の誕生」 - Tsuyoku nare!! atarashi i inochi no tanjō                                                                                      | 7 giugno 2008  |         |
| 9  | I nostri amici sono un tesoro per tutta la vita! 「仲間は一生もんの宝だ!!」 - Nakama ha isshō monno takara da!!                                                                                               | 14 giugno 2008 |         |
| 10 | Ottenere la felicità con le vostre mani! 「幸せは自分の手でつかめ!!」 - Shiawase ha jibun no tede tsukame!!                                                                                                   | 21 giugno 2008 |         |
| 11 | L'ultimo toccante grido di Yankumi... Amate la vita! 「ヤンクミ最後の涙の叫び…命を大切にしろ!!」 - Yankumi saigo no namida no sakebi... inochi wo taisetsu nishiro!!                                          | 28 giugno 2008 |         |

## Colonna sonora
Terza stagione
- "Oretachi no seishun" (lett. "I nostri giovani") di Yūya Takaki (insert song)
- "Niji (Rainbow)" di Aqua Timez (chiusura)